# Кілеєвська сільська рада
Кіле́євська сільська рада (рос. Килеевский сельский совет) — муніципальне утворення у складі Бакалинського району Башкортостану, Росія. Адміністративний центр — село Кілеєво.
Станом на 2002 рік існували Кілеєвська сільська рада (село Кілеєво, присілки Зірілки, Новоальметьєво), Новоіліковська сільська рада (село Новоіліково, присілок Староіліково) та Уміровська сільська рада (село Умірово).

## Населення
Населення — 1401 особа (2019, 1671 у 2010, 1932 у 2002).

## Склад
До складу поселення входять такі населені пункти:
| Населений пункт          | Населення, осіб (2002) | Населення, осіб (2010) |
| ------------------------ | ---------------------- | ---------------------- |
| Зірікли, присілок        | 83                     | 51                     |
| Кілеєво, село            | 550                    | 498                    |
| Новоальметьєво, присілок | 174                    | 135                    |
| Новоіліково, село        | 429                    | 369                    |
| Староіліково, село       | 154                    | 147                    |
| Умірово, село            | 542                    | 471                    |